# Jiaxian
Jiaxian (chiń. upr. 甲仙区; chiń. trad. 甲仙區; pinyin Jiǎxiān qū; Wade-Giles Chia-hsien ch’ü) – dzielnica (chiń. 區, qū) w rejonie Cishan miasta wydzielonego Kaohsiung na Tajwanie. 
23 czerwca 2009 komitet przy Ministrze Spraw Wewnętrznych Republiki Chińskiej zarekomendował scalenie dotychczasowego powiatu Kaohsiung (chiń. trad. 高雄縣; pinyin Gāoxióng xiàn) i miasta wydzielonego Kaohsiung (chiń. trad. 高雄直轄市; pinyin Gāoxióng zhíxiáshì) w jedno miasto wydzielone; wszystkie gminy wiejskie (chiń. 鄉, xiāng), jak Jiaxian, miejskie oraz miasta wchodzące w skład powiatu zostały przekształcone w dzielnice (chiń. 區, qū). Ustawa weszła w życie 25 grudnia 2010 roku.
Populacja dzielnicy Jiaxian w 2016 roku liczyła 6214 mieszkańców – 2900 kobiet i 3314 mężczyzn. Liczba gospodarstw domowych wynosiła 2342, co oznacza, że w jednym gospodarstwie zamieszkiwało średnio 2,65 osób.

## Demografia (2011–2016)
| Rok  | Liczba ludności | Gęstość zaludnienia | Kobiety | Mężczyźni | Gospodarstwa domowe |
| ---- | --------------- | ------------------- | ------- | --------- | ------------------- |
| 2011 | 6981            | 56                  | 3240    | 3741      | 2493                |
| 2012 | 6625            | 53                  | 3095    | 3530      | 2412                |
| 2013 | 6444            | 51                  | 3013    | 3431      | 2377                |
| 2014 | 6420            | 51                  | 3019    | 3401      | 2372                |
| 2015 | 6291            | 50                  | 2950    | 3341      | 2362                |
| 2016 | 6214            | 50                  | 2900    | 3314      | 2342                |